# Helga Erhart
Helga Erhart (...) è un'ex sciatrice alpina austriaca paralimpica che ha rappresentato l'Austria alle ai Giochi paralimpici invernali, vincendo in totale tre medaglie a Lillehammer nel 1994.

## Carriera
Ha vinto la medaglia d'oro nello slalom speciale LW2 e due medaglie d'argento, nello slalom gigante LW2 e in discesa libera LW2.

## Palmarès

### Paralimpiadi
- 3 medaglie:
  - 1 oro (slalom speciale LW2 a Lillehammer 1994)
  - 2 argenti (slalom gigante LW2 e discesa libera LW2 a Lillehammer 1994)